# Vladislav Dologodin
Vladislav Dologodin (Ucrania, 23 de septiembre de 1972) es un atleta ucraniano retirado especializado en la prueba de 4 x 100 m, en la que ha conseguido ser subcampeón europeo en 1994.

## Carrera deportiva
En el Campeonato Europeo de Atletismo de 1994 ganó la medalla de plata en los relevos 4 x 100 metros, con un tiempo de 38.98 segundos, llegando a meta tras Francia y por delante de Italia (bronce). También ganó la plata en los 200 metros, llegando a meta en un tiempo de 20.47 segundos, tras el noruego Geir Moen (oro con 20.30 segundos).